# Vagnskadeförsäkring
Vagnskadeförsäkring är en valbar del av fordonsförsäkringen som ligger ovanpå trafikförsäkringen och de moment som ingår i tilläggsförsäkringen delkasko (halvförsäkringen).  
I vagnskadeförsäkringen ingår skador på kaross med mera och gäller även om det är försäkringstagaren själv som är vållande till skadan.
I dagligt tal kallas vagnskadeförsäkring för helförsäkring.

## Vagnskadegaranti, Sverige
När man köper en fabriksny personbil i Sverige ingår vanligtvis vagnskadegaranti i köpet och gäller normalt i tre år från inköpsdagen. Kontrollera vagnskadegarantibeviset för att veta exakt hur din vagnskadegaranti gäller då det kan variera mellan olika bilmodeller.
Vagnskadegarantin täcker skador som har uppstått vid trafikolycka eller en singelolycka. Den ersätter också skador på bilen som uppstått genom annan yttre händelse såsom skadegörelse. Vagnskadegarantin administreras i de flesta fall av respektive bilmärkesförsäkring (till exempel Mercedes-Benz Försäkring, Mazda Försäkring, Hyundai Försäkring). 
Garantin gäller i Sverige och i de länder som är anslutna till Gröna Kort-systemet. Garantin följer med bilen om bilen byter ägare under garantins giltighetsperiod (dock ej om bilen exporteras).
Den första vagnskadegarantin gavs av Volvo 1954 och var då femårig.
Vagnskadegaranti finns bara i Sverige. Det har prövats i domstol om vagnskadegaranti är en garanti eller försäkring. Domstolen beslutade att det är en garanti, vilket innebär att premien är ca 20 % lägre eftersom generalagenten inte behöver betala moms på garantireparationer.